# Hymenomima extersaria
Hymenomima extersaria là một loài bướm đêm trong họ Geometridae.